# Institut National des Études Territoriales
O Instituto Nacional de Estudos Territoriais (INET) é uma escola de pós-graduação francês responsável pela formação dos altos funcionários das principais autoridades locais.

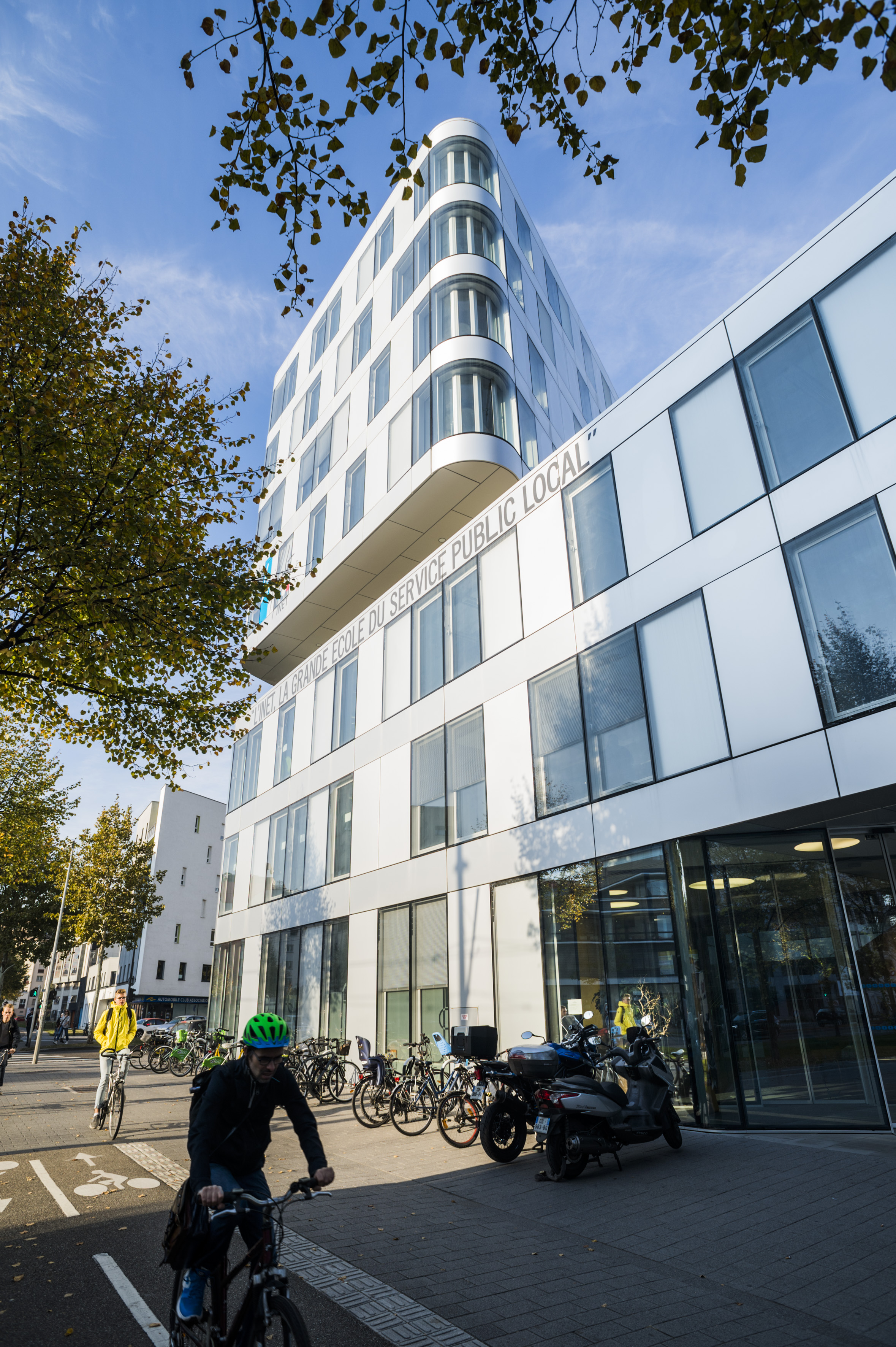
A INET em Estrasburgo

Criado em 1990 como o Instituto Superior de Serviço Público Territorial (IESFPT), com sede em Estrasburgo esta escola mudou seu nome em 1998 para se tornar o INET. É perto Escola Nacional de Administração (ENA) que treina oficiais do estado.
Além de proporcionar a formação inicial dos administradores provinciais, a formação do Instituto capitânia, INET contribui para a herança conservadora inicial territorial e bibliotecas e formação de quadros das autarquias locais. Reportando-se ao Centro Nacional de terras públicas (CNFPT), INET é liderado desde Março de 2010 por Jean-Marc Legrand, vice-diretor-geral da CNFPT.

## Alguns antigos alunos famosos
- Brice Hortefeux[2], ex-ministro francês ;
- Marie-Luce Penchard[3], ex-ministro francês ;
- Jean-Jacques Hyest, senador francês ;
- Jean-Christophe Parisot, político francês ;
- Bernard Roman, MP francês ;